# Eilandsverordening
Een eilandsverordening is een algemeen verbindend voorschrift in de openbare lichamen Bonaire, Sint Eustatius en Saba. In het verleden kenden ook de eilandgebieden van de Nederlandse Antillen eilandsverordeningen
Eilandsverordeningen worden normaal gesproken vastgesteld door de eilandsraad. Het voorstel voor een nieuwe eilandsverordening komt meestal van het bestuurscollege, maar leden van de eilandsraad mogen ook zelf een ontwerp-eilandsverordening indienen (recht van initiatief) of een voorstel tot wijziging van een ontwerp-eilandsverordening indienen (recht van amendement).
De eilandsraad is op basis van de WolBES verplicht om bepaalde eilandsverordeningen in te voeren. Zo moet er een eilandsverordening zijn die de ambtelijke bijstand en ondersteuning van de fracties in de eilandsraad regelt en een die de burgerparticipatie regelt, zoals inspreekrecht van bewoners en belanghebbenden bij eilandsraadsvergaderingen. Ook moeten de drie openbare lichamen gezamenlijk per eilandsverordening een rekenkamer instellen.
De openbare lichamen BES kennen geen Algemene Plaatselijke Verordening (APV), zoals Nederlandse gemeenten die kennen. Het openbaar lichaam Bonaire heeft wel een ‘Algemeene politiekeur’ die stamt uit 1918. De openbare lichamen Saba en Sint Eustatius hebben de algemene politiekeur in respectievelijk 1985 en 1993 vervangen door een ‘Eilandsverordening bevordering openbare orde en bescherming gemeenschap’.
Op grond van de Wet financiën openbare lichamen Bonaire, Sint Eustatius en Saba (FinBES) kan de eilandsraad per eilandsverordening eilandbelastingen instellen. Dit wordt, net als bij gemeenten, provincies en waterschappen, een belastingverordening genoemd. In de belastingverordening staat o.a. de belastingplichtige, het voorwerp van belasting, het belastbare feit, de heffingsmaatstaf en het tarief vermeld.